# Zalembius rosaceus
Zalembius rosaceus és una espècie de peix pertanyent a la família dels embiotòcids i l'única del gènere Zalembius.

## Descripció
- Pot arribar a fer 20 cm de llargària màxima.[3][4]

## Depredadors
És depredat per Sarda chiliensis chiliensis i el lleó marí de Califòrnia (Zalophus californianus) (als Estats Units).

## Hàbitat
És un peix marí, demersal i de clima subtropical que viu entre 8 i 229 m de fondària.

## Distribució geogràfica
Es troba al Pacífic oriental: des de Point Delgada (Califòrnia, els Estats Units) fins a San Cristobal Bay (el sud de la Baixa Califòrnia) i el golf de Califòrnia.

## Observacions
És inofensiu per als humans.